# Stokesia laevis

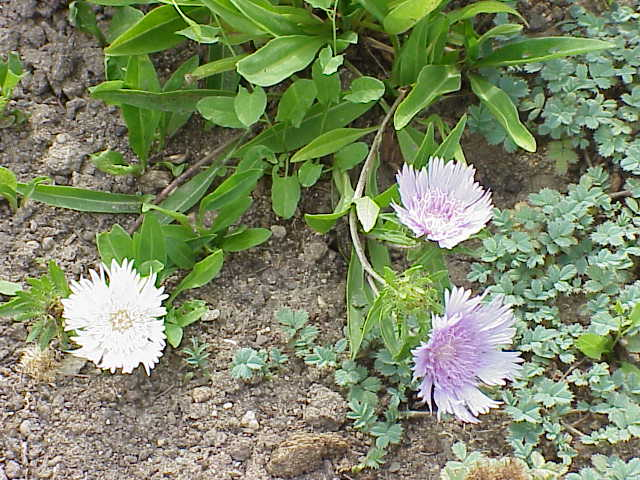
Kvetoucí rostlina

Stokesia laevis je rostlina, bylina, která je řazena do čeledi hvězdnicovité (Asteraceae). Kvete v červenci do konce září (je uváděno i od května do září). Květ u této rostliny je považován za dekorativní a jako okrasná rostlina je druh široce pěstován. Tento druh je původní na jihovýchodě Spojených států. Květy jsou fialové, modré, nebo bílé. Rod je pojmenován po Jonathanu Stokesovi (1755–1831), anglickém botaniku a lékaři. je uváděn český název stokésie. 
Taxonomická synonyma druhu: Cartesia centauroides Cass., Carthamus cyaneus Banks ex Steud., Stokesia cyanea L'Hér.

## Použití
Pro své výrazné květenství se vysazuje do ozdobných skalek a záhonů s dalšími trvalkami na slunných stanovištích, kde vynikne. Lze ji použít k řezu.

### Pěstování
Je pěstována v odrůdách lišících se velikostí nebo barvou květů. Jsou množeny kultivary s květy různých barev, od bílé po modrofialovou a modrou. Mezi neobvyklé kultivary patří růžově kvetoucí 'Rosea' a žlutě kvetoucí "Mary Gregory".
Snadno se pěstuje v běžné propustné půdě na plném slunci, ale někdy je uváděno, že preferuje kyselou půdu. Snáší polostín, ale lépe kvete na slunném stanovišti. Preferuje vlhké půdy, ale je celkem dobře odolná proti přísuškům. Hlavním důvodem úhynu bývá mokrá půda během zimy. Je doporučováno přihnojení kompostem. 

## Množení
Druh lze rozmnožovat semenem, množí se také řízkováním kořene na konci zimy, v malém množství je také možné množení dělením trsů v předjaří.

## Choroby a škůdci
Choroby a škůdci nejsou uváděni.